# Emanuel Wenster
Emanuel Wenster, född 29 mars 1785 i Lund, Malmöhus län, död 1 december 1856, var en svensk organist, director musices och domkyrkoorganist i Lund.

## Biografi
Emanuel Wenster föddes 29 mars 1785 i Lund. Han var son till director musices Christian Wenster den yngre och Ingeborg Cathrina Berling. Han var från 1806 till 1856 director musices och domkyrkoorganist i Lund. Från 1811 till 1813 gjorde han en konsertresa i Finland och Ryssland och uppträdde som orgelvirtuos i bland annat Åbo, Sankt Petersburg och Moskva. År 1834 donerade han en instrumentsamling och musiksamling till Lunds akademi. 
Han invaldes som ledamot nummer 269 av Kungliga Musikaliska Akademien den 30 maj 1834.
Emanuel Wenster avled 1856.